# ردوآن زرزوری
ردوآن زرزوری (عربی: رضوان زرزوري؛ زادهٔ ۲۷ آوریل ۱۹۸۹) بازیکن فوتبال اهل فرانسه است.
از باشگاه‌هایی که در آن بازی کرده‌است می‌توان به باشگاه فوتبال برکان اشاره کرد.